# Abbazia di San Nicolò del Boschetto
Die Abbazia San Nicolò del Boschetto, besser bekannt als Abtei von Boschetto, ist ein religiöses Gebäude in der genuesischen Gemeinde Cornigliano. Der Komplex, der aus dem Kloster und der Kirche besteht und heute von den Priestern der Orioniten betreut wird, befindet sich im unteren Val Polcevera, an der Grenze zwischen den Gemeinden Cornigliano und Rivarolo, am rechten Ufer des Torrente, am Fuße des Coronata-Hügels.

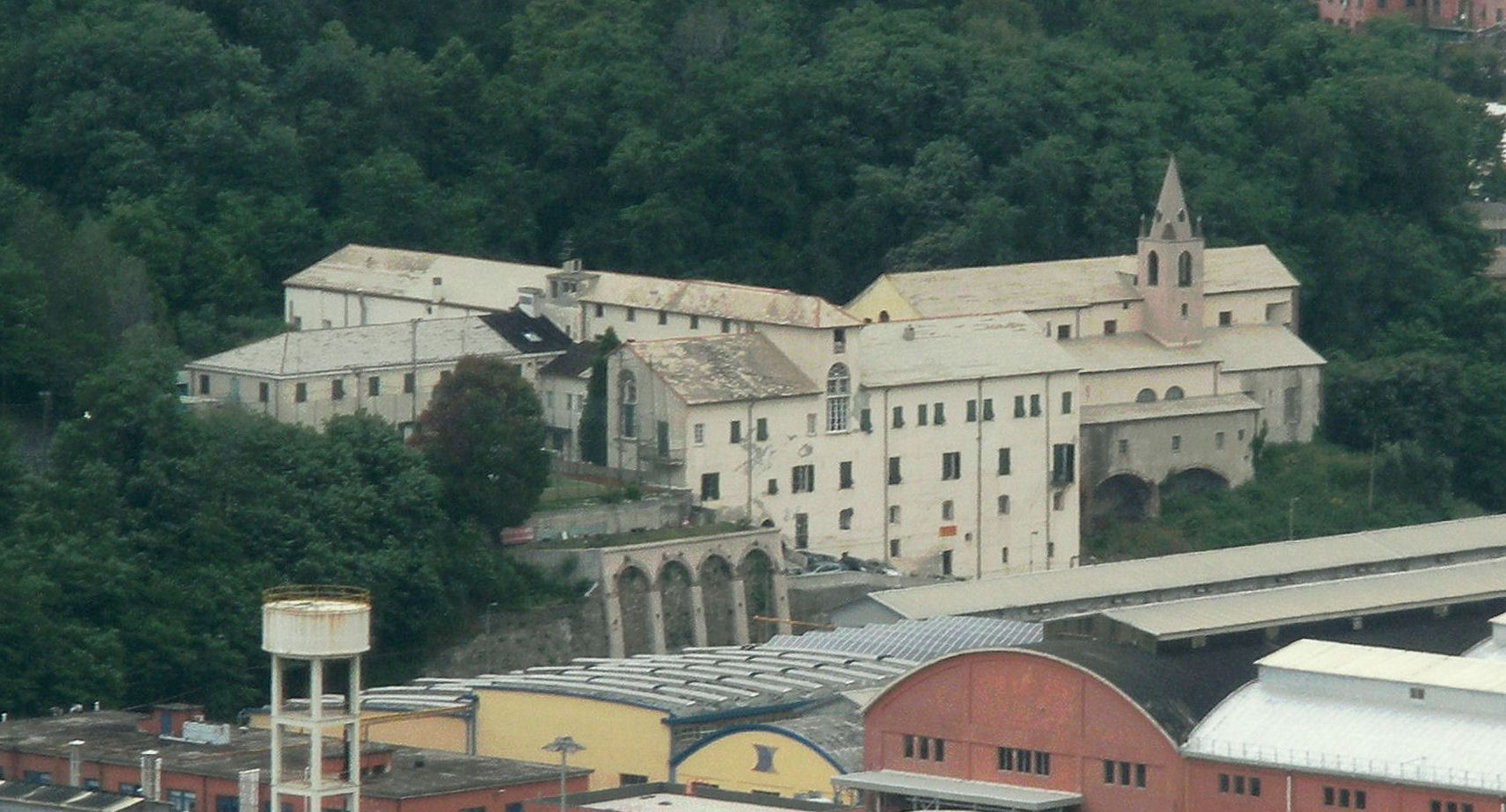
Abbazia di San Nicolò del Boschetto

Die alte Abtei untersteht heute der Pfarrei Santa Maria e San Michele Arcangelo di Coronata und gehört somit zum Vikariat Cornigliano der Erzbistum Genua.
Der im 15. Jahrhundert errichtete Komplex verdankt seinen Namen der dichten Vegetation, die ihn einst umgab und zum Teil auch heute noch flussaufwärts zu finden ist, obwohl das ehemals landwirtschaftlich genutzte Gebiet in den ersten Jahrzehnten des 20. Jahrhunderts eine bedeutende industrielle Entwicklung erfuhr: Heute blickt die Abtei auf den Corso Ferdinando Maria Perrone, der am Fuße des Coronata-Hügels entlang des Werksgeländes von Ansaldo Energia verläuft.

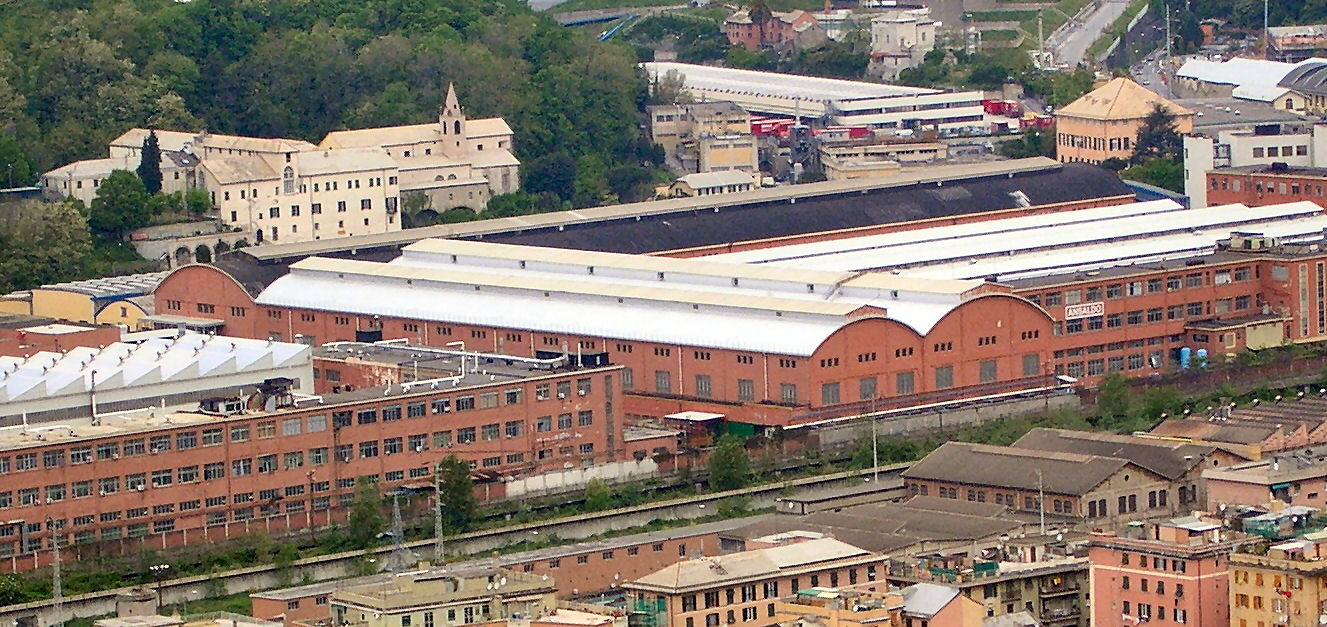
Die Abtei Boschetto und die Ansaldo-Fabrik (rechts die Villa Cattaneo dell'Olmo, Sitz der Ansaldo-Stiftung)

Nicht weit entfernt befindet sich die Villa Cattaneo Delle Piane aus dem 17. Jahrhundert, die auch als Villa dell'Olmo bekannt ist und in der die Ansaldo-Stiftung untergebracht ist, die Papierarchive, Fotos und historische Filme vieler historischer genuesischer Unternehmen sammelt.

## Geschichte

### Gründung

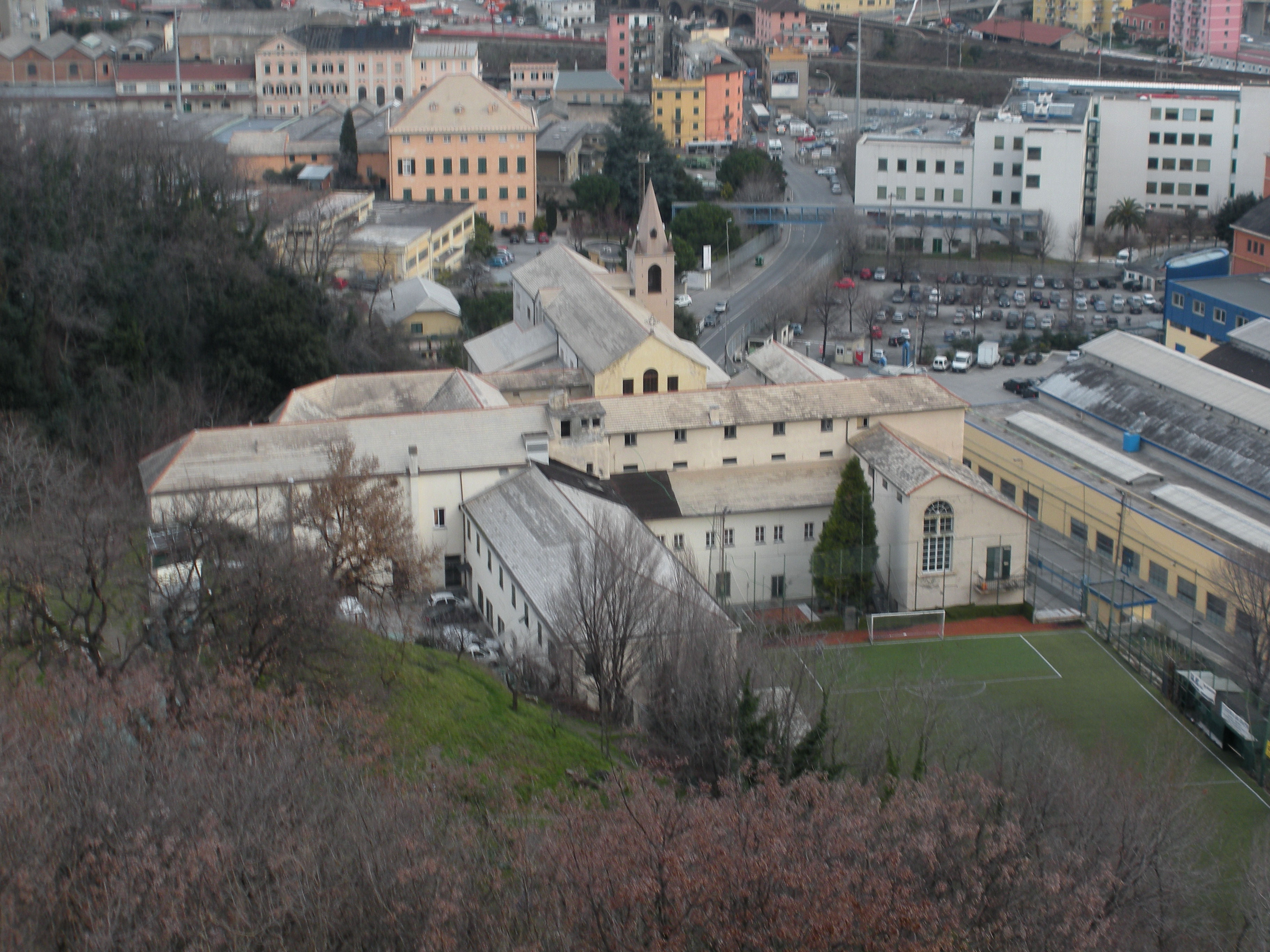
Die Abtei von Boschetto von der Anhöhe über Coronata aus gesehen

Im Jahr 1311 ließ der genuesische Patrizier Magnone (oder Magnano) Grimaldi, wie eine in der Kirche in der Nähe des Altars der Kapelle des Heiligen Benedikt aufbewahrte Inschrift belegt, eine Kapelle errichten, deren Patronat seit 1312 der Familie Grimaldi und ihren Erben oblag. Die ursprüngliche Kapelle, die bereits um die Jahrhundertmitte als ecclesia (Kirche) erwähnt wurde, bestand aus einem einzigen Schiff von acht Metern Breite und fünfzehn Metern Länge. Nach verschiedenen Umbauten im Laufe der Jahrhunderte sind im Inneren der heutigen Kirche nur noch wenige Spuren davon zu finden.
Im Jahre 1410 ließen sich hier die Benediktiner nieder, denen die Erben von Magnone Grimaldi die kleine, dem Heiligen Nikolaus geweihte Kirche (sacellum) und ein kleines Haus schenkten, das zum ersten Wohnsitz der Mönche wurde. 1415 wurde die Gründung des neuen Klosters von Papst Martin V. offiziell anerkannt.
Im 15. Jahrhundert finanzierte die Familie Grimaldi zusammen mit den Familien Doria, Lercari und Spinola den Bau des Klosters, das sie als Grabstätte wählten, und stattete es mit Mobiliar und Kunstwerken aus. Die ursprüngliche Kapelle wurde vergrößert, in den Klosterkomplex integriert und 1502 von Monsignore Domenico Valdettaro, Generalvikar der Kurie von Genua, eingeweiht. Zum Komplex gehörte auch ein geräumiges Hospiz für Durchreisende, da es an einer Furt des Polcevera lag, einer Straße, die durch das Dorf Rivarolo führte und Genua mit Cornigliano und Sestri Ponente verband.
Im Jahr 1507 beherbergte die Abtei von Boschetto den französischen König Ludwig XII., der sich auf dem Weg zur Rückeroberung Genuas befand, wie Guicciardini in seiner Storia d’Italia berichtet::

„... der König kam mit seinem Heer, das in der Abtei Boschetto gegenüber dem Dorf Rivarolo untergebracht war, begleitet von einem Großteil des französischen Adels, zahlreichen Herren des Mailänder Staates und dem Markgrafen von Mantua.“

So beschrieb Giustiniani das Kloster um 1530 in seinen Annalen:

„… dann liegt das Kloster S. Nicolao del Boschetto im letzten Teil von Coronato. Das Kloster ist ein sehr zartes, sehr schönes und sehr reizvolles Gebilde, das von aufmerksamen Mönchen der Kongregation von Montecassino bewohnt wird, die sagen, dass ihre Kongregation zwar Abteien und Priorate mit großem Reichtum und großen Gebäuden besitzt, aber keinen so würdigen Ort wie dieses Kloster.“

In dieser Zeit wuchs die Bedeutung des Klosters, dem zahlreiche Kirchen und Benediktinerklöster in Ligurien unterstanden. Um diese Vormachtstellung zu krönen, wurde am 10. September 1541 durch eine päpstliche Bulle von Papst Paul III. die Errichtung einer Abtei genehmigt, nachdem das Kloster bereits 1538 mit der Zisterzienserabtei Rivalta Scrivia in der Diözese Tortona vereinigt worden war.
Bedeutende Persönlichkeiten der Benediktinerkongregation wechselten sich an der Spitze des Klosters ab, darunter der selige Nikolaus von Preußen, der 34 Jahre lang in Boschetto lebte und dort am 23. Februar 1456 starb.

#### Blu di Genova
In der Blütezeit der Abtei fanden in der Karwoche große Feierlichkeiten statt, zu denen auch die Heilige Darstellungen gehörten. Bei dieser Gelegenheit wurden in der Kirche Gemälde ausgestellt, die Episoden aus der Leidensgeschichte Jesu darstellten, gemalt auf dem robusten blauen Fustagno-Stoff, der von den Hafenarbeitern verwendet wurde und alsblu di Genova bekannt ist, dem Vorläufer des berühmten Jeansstoffs. Die insgesamt 14 Gemälde, die zwischen dem 16. und 18. Jahrhundert entstanden sind, werden heute im Diözesanmuseum von Genua aufbewahrt.

### Barocke Restaurierung
Zwischen dem 17. und 18. Jahrhundert erfuhr die Abtei eine bedeutende barocke Umgestaltung, die dem Trend der Zeit folgte und die ursprüngliche Struktur aus Gotik und Renaissance veränderte. Der Wiederaufbau des Komplexes im Barockstil wurde von der Familie Grimaldi mit einem großen Geldbetrag finanziert.

### Niedergang
Mit dem Österreichischen Erbfolgekrieg, in den die Republik Genua verwickelt war, begann für das Kloster der Niedergang. In den ersten Monaten des Jahres 1747 besetzten die Österreicher, die im Dezember 1746 nach dem Aufstand, der mit der legendären Episode von Balilla begonnen hatte, aus Genua vertrieben worden waren, das Umland, von wo aus sie die Stadt belagerten, um sie zurückzuerobern. Das gesamte Polcevera-Tal litt unter den schweren Folgen dieser Besetzung. Das Kloster wurde von österreichischen Truppen besetzt und die Mönche mussten in die Stadt umziehen, wobei sie das Archiv und einen Großteil des Mobiliars und der Kunstwerke mitnahmen. Nach dem Ende des Konflikts kehrten die Mönche zurück, aber die militärische Besetzung hatte dem Komplex großen Schaden zugefügt. Im Mai 1797, während der Volksaufstände, die zum endgültigen Sturz der aristokratischen Regierung führten, wurden bei einem Angriff auf die Kirche viele der aristokratischen Insignien der Gräber zerstört.
Nach den napoleonischen Gesetzen zur Aufhebung der religiösen Orden mussten die Mönche das Kloster 1810 verlassen. Nach der erzwungenen Aufgabe des Klosters durch die Mönche wurden die Klostergebäude an Privatpersonen verkauft und gingen in den Besitz der Familie Delle Piane über, während die meisten Einrichtungsgegenstände und Kunstwerke verstreut oder in andere Kirchen gebracht wurden. In der Kirche wurde eine Werkstatt eingerichtet, während die Klostergebäude für Wohnzwecke genutzt wurden. Im Jahr 1870 ließen die Besitzer die Kirche wieder für Gottesdienste öffnen.

### 20. Jahrhundert
Im Jahr 1912 kehrten die Benediktiner zurück; 1939 wurde die Abtei endgültig aufgehoben, aber die Benediktiner unterhielten hier bis 1958 ein Kolleg. In den 1950er Jahren beherbergte das ehemalige Kloster Arbeiter aus verschiedenen Regionen Süditaliens, die am Bau des Stahlwerks Italsider in Cornigliano beteiligt waren. 1960 wurde der Komplex der Piccola Opera della Divina Provvidenza anvertraut, die neben der kirchlichen Betreuung auch soziale und kulturelle Aktivitäten durch ehrenamtliche Vereine fördert.

### Die Abtei von Boschetto heute
Heute finden in der Abtei von Boschetto Konzerte, Ausstellungen und kulturellen Veranstaltungen statt, die von einem ehrenamtlichen Verein (Associazione insegnanti Maria Boer) organisiert werden, der seinen Sitz in der Abtei hat und Führungen organisiert, welche die Rolle der Abtei im Laufe der Jahrhunderte hervorheben, die sie sowohl für einfache Reisende als auch für bedeutende Persönlichkeiten gespielt hat, die hier auf ihrer Reise vor oder nach der Überquerung des Flusses Halt machten.
Die ehemalige Abtei beherbergt auch den Verein Amici del Boschetto, eine freiwillige Vereinigung, die sich die Aufwertung und den Schutz des historischen Klosterkomplexes zum Ziel gesetzt hat, in dem auch Räume für soziale und sportliche Aktivitäten geschaffen wurden: Es gibt ein Tageszentrum für ältere Menschen, einen Gästeservice vor allem für ausländische Arbeitnehmer und einen 7-Spieler-Fußballplatz mit Kunstrasen, der 1967 gebaut wurde und heute als Trainingsplatz für den A.S.D. Fegino genutzt wird, der seinen Sitz im ehemaligen Kloster hat.

## Historisch-künstlerische Beschreibung
Der Komplex umfasst die Kirche, zwei Kreuzgänge und das Kloster, in dem heute die verschiedenen Freiwilligenverbände und Gästeunterkünfte untergebracht sind.
Der Eingang befindet sich in der Via del Boschetto, einer kurzen gepflasterten Straße abseits des Corso F.M. Perrone. Man betritt zunächst einen Innenhof (15. Jh., aber im 16. Jh. umgestaltet) mit dem Wappen der Abtei über dem Eingang und einem kurzen Säulengang. Auf der linken Seite des Hofes befindet sich ein Marmorportal, das Battista da Bissone zugeschrieben wird und zu einem Seiteneingang der Kirche führt.

### Kreuzgang
Über den Innenhof gelangt man in einen Verbindungsgang, der die beiden Kreuzgänge mit Säulengängen verbindet, deren Renaissanceformen sich an toskanischen Vorbildern orientieren:
- Der Große Kreuzgang wurde zwischen 1492 und 1519 erbaut. Er hat einen quadratischen Grundriss mit einer Seitenlänge von 22 Metern. Hier befinden sich das Refektorium, die Mönchszellen, die Wohnung des Abtes, der Kapitelsaal und die Kirche. In der Mitte befindet sich ein Brunnen, der wahrscheinlich schon vor dem Bau des Kreuzgangs vorhanden war (vielleicht schon seit der Gründung der ursprünglichen Kapelle im Jahre 1311) und von einer Quelle unterhalb des Klosters gespeist wird.[1]
- Der Kleine Kreuzgang (auch Gästekreuzgang genannt) ist der älteste. Er hat einen unregelmäßigen quadratischen Grundriss und wurde zwischen 1468 und 1483 erbaut. Darüber befanden sich die Räume für den Empfang der Pilger und die Krankenstation.

### Kirche
Der große Kreuzgang führt zur Kirche, deren tragende Mauern die ursprüngliche Struktur aus dem 14. Jh. bewahren, während der dreischiffige Innenraum im 17. Jh. im Barockstil umgebaut wurde, mit Ausnahme der Kapelle San Benedetto aus dem 15. Jahrhundert. An den Wänden der Kapelle San Benedetto befinden sich zwei Gemälde: San Benedetto und andere Heilige (1779) von B. Cattaneo und San Benedetto, die Heilige Dreifaltigkeit und die Madonna von Francesco Campora (1693–1753).
Am Ende des rechten Seitenschiffs befindet sich die Mausoleumskapelle des Dogen Giovanni Battista Lercari, die sogenannte Kapelle der Madonna, in der sich die Gräber des Dogen, seines Sohnes Stefano und anderer Familienmitglieder befinden. Die Fresken der Kapelle sind das Werk verschiedener Künstler aus der Mitte des 16. Jahrhunderts, von denen einige Perino del Vaga und andere den Brüdern Calvi zugeschrieben werden.
Der gotische Glockenturm aus dem 14. Jh. wurde im 15. Jh. umgebaut und weist einen achteckigen zentralen Turmhelm und vier kleine quadratische Turmhelme auf.
In der Kirche befinden sich zahlreiche Grabmäler aus dem 15. und 16. Jahrhundert, von verschiedenen Mitgliedern der Familien Doria und Grimaldi sowie von mehreren Dogen der Republik Genua (Battista Spinola, Giovanni Battista Lercari, Alessandro Grimaldi und Luca Grimaldi). Unter den Grabplastiken dieser Epoche sind das Grabmal von Pellegrina Doria aus der zweiten Hälfte des 16. Jahrhunderts (ein Marmorsarkophag mit der liegenden Figur des Verstorbenen) und das Grabmal von Paolo Doria im Presbyterium der Kapelle San Benedetto, das der Werkstatt von Giovanni Gaggini zugeschrieben und auf das Jahr 1474 datiert wird, hervorzuheben.

### Kloster
Das Kloster besteht aus den Gebäuden auf der Südseite des Komplexes, die zu verschiedenen Zeiten errichtet wurden. Am ältesten ist der westliche Teil, der auf den ursprünglichen Bau aus dem 15. Jahrhundert zurückgeht. Das imposante Gebäude im Osten, das auf den Corso F.M. Perrone blickt und später erweitert wurde, hat einen Grundriss in Form eines lateinischen Kreuzes, der auf ein im 18. Jh. verwendetes Schema zurückgeht. Nach der Ankunft der Orioniten im Jahr 1960 wurde ein Teil des Gebäudes renoviert und umgebaut, um den Sitz der Vereine und moderne Gästezimmer unterzubringen.